# Open Source Days
Open Source Days (tidligere Linux98, Open Networks 99, LinuxForum 2000-2007) var den største Open Source-konference i Norden.
Open Source Days har været en årligt tilbagevendende begivenhed siden 1998, og den tiltrækker årligt mange besøgende. Konferencen ligger fredag og lørdag ved første weekend i marts. Konferencen har ikke været afholdt siden 2017; 2018-konferencen blev aflyst på grund af manglende sponsorer.
Hovedområderne er Linux, BSD, UNIX og Open Source.
I efteråret 2007 besluttede arrangørerne med Peter Aundal Toft i spidsen, at ændre konferencens navn fra LinuxForum til Open Source Days. Dette skete for at få strammet op om konferencen og give den et mere dækkende navn.

## Berømtheder, som har medvirket
- Bill Cheswick
- David Axmark
- Dr. Gene Spafford
- Greg Mancusi-Ungaro
- Jon "Maddog" Hall
- Juergen Geck
- Kalle Dalheimer
- Dr. Karl-Heinz Strassemeyer
- Matt Welsh
- Matthias Ettrich
- Miguel de Icaza
- Poul-Henning Kamp
- Wichert Akkerman